# Газетный почтамт на Мясницкой улице
Газетный почтамт на Мясницкой улице (Старый московский почтамт) — здание в Басманном районе Центрального административного округа города Москвы, расположенное по адресу ул. Мясницкая, д. 40 стр. 16. Здание является объектом культурного наследия регионального значения в составе ансамбля Московского почтамта.

## История
На территории квартала, в котором расположен газетный почтамт, почтовые службы размещались с 1828 года, когда земля и часть зданий перешла во владение Московского Императорского почтамта. За кварталом сохранялась почтовая функция и в советское время. С 1923 по 1932 год в СССР существовал Народный комиссариат почт и телеграфов (Наркомпочтель), который сформировал в 1927 году центральную лабораторию связи, занимавшуюся разработкой радиопередатчиков и приемников, а также другой радиоаппаратуры, наряду с трансляцией радиопередач. В 1931 году по заказу Наркомпочтеля было возведено здание, которое изначально предполагалось использовать как лабораторию связи.
Позднее в здании находились различные службы, главным образом, относящиеся к почте, включая Центральный научно-исследовательский институт связи. В настоящее время здание принадлежит Федеральной службе труда и занятости, хотя до 2015 года фактически использовалось «Почтой России». В 2014 году было принято решение о реставрации здания. В 2015 году «Почта России» была оштрафована за уклонение от ремонта комплекса зданий «Старый московский почтамт» как фактически хозяйствующий субъект.

## Архитектура
Здание газетного почтамта было построено в 1931 году по проекту архитектора К. И. Соломонова. Здание построено в авангардном стиле, являясь примером конструктивизма и функционализма. Это шестиэтажное здание, отличительной и характерной особенностью которого являются большие ленточные окна, прерывающиеся рядами вертикально расположенных окон, остекляющих лестницы.
Здание в течение длительного времени не ремонтировалось и ветшало, однако в 2015 году было запланировано проведение его реставрации.